# Ewald Kluge
Ewald Kluge (Lausa, 19 gennaio 1909 – Ingolstadt, 19 agosto 1964) è stato un pilota motociclistico tedesco.

## Biografia

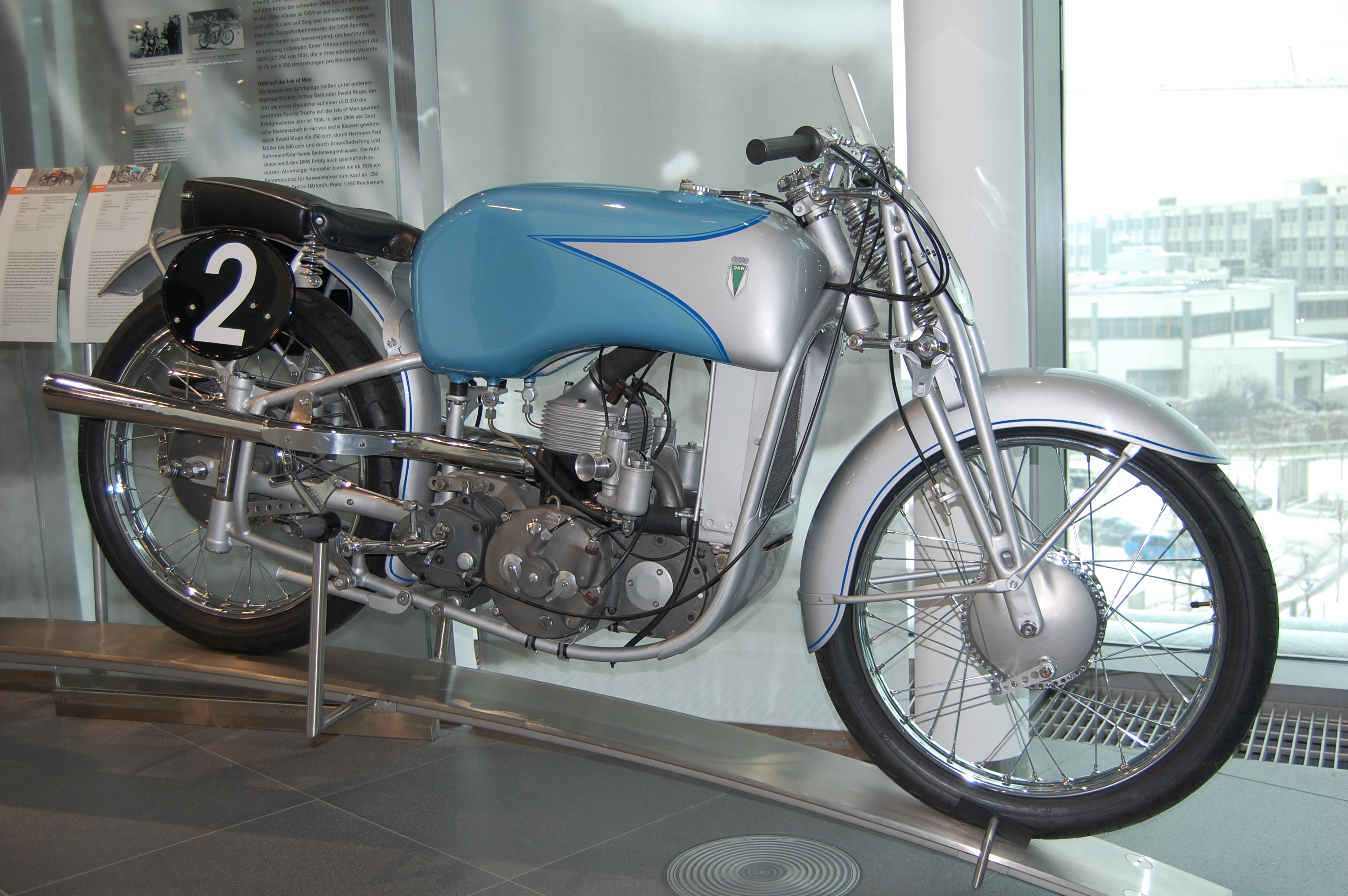
Una DKW US 250, utilizzata da Kluge nella stagione 1939.

Ewald Kluge ebbe un'infanzia difficile. All'età di dodici anni, sua madre morì e fu costretto a restare a casa, lavorando per l'azienda del padre. A quattordici anni, cercò un posto di apprendista ma non ebbe successo e finì per lavare le auto, il che lo condusse a un apprendistato come meccanico in un garage. All'età di diciannove anni fu licenziato e iniziò a lavorare come tassista a Dresda.
Per 800 Reichsmark acquistò una motocicletta Dunelt con la quale entrò nel Freiberger Dreiecksrennen del 1929, partendo primo e terminando al terzo posto. Negli anni successivi, guidò una DKW privata prima di entrare a far parte del team DKW nel 1934 come meccanico e pilota di riserva. Nel 1935 divenne membro a pieno titolo della squadra, contribuendo alla vittoria del Vaso d'Argento alla Sei Giorni Internazionale di Enduro del 1935.

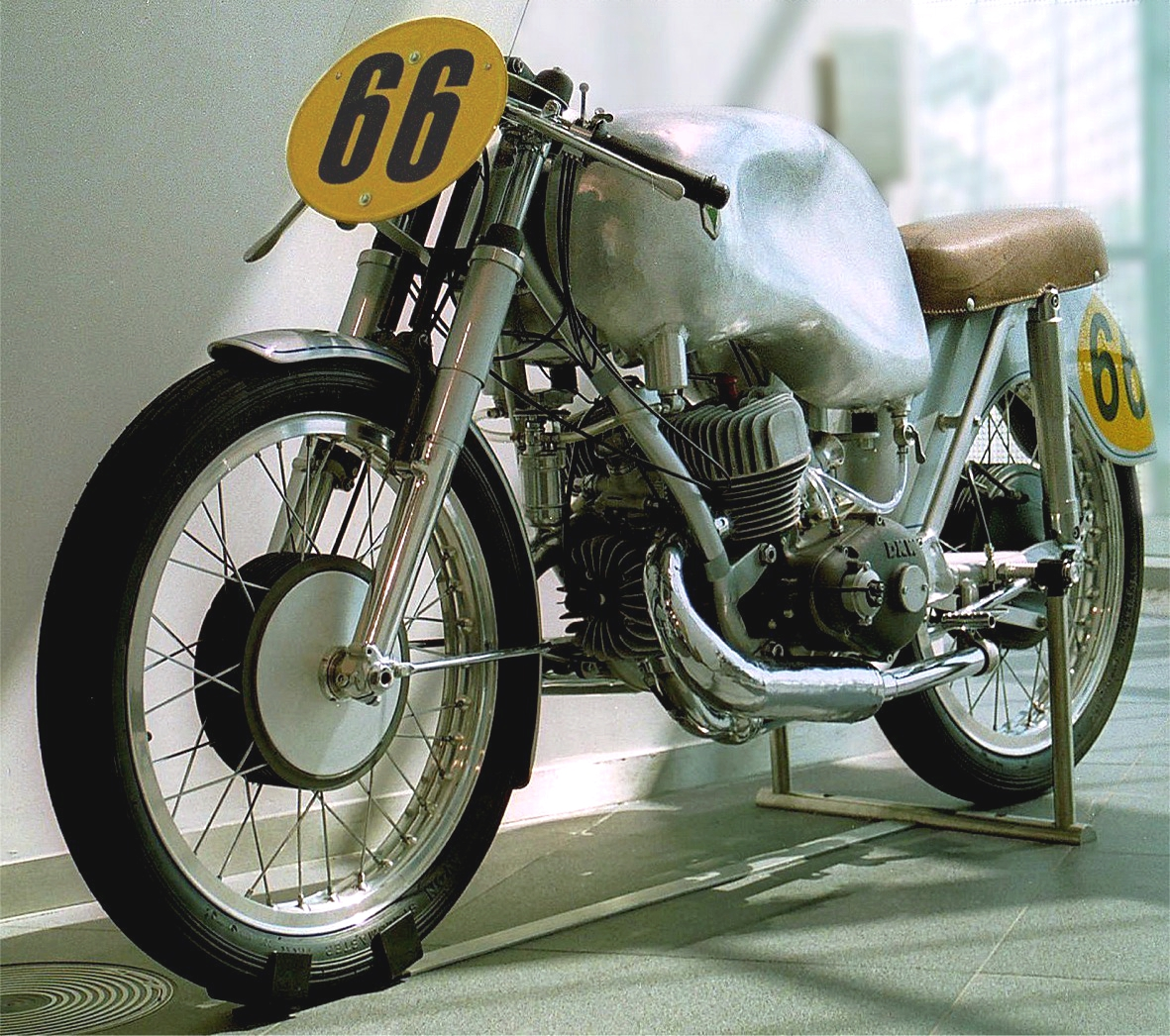
La 350 cc tre cilindri DKW, utilizzata da Kluge nella sua ultima gara.

Dal 1936 al 1939, Kluge fu campione tedesco nella classe 250 e, sia nel 1938 che nel 1939, fu anche campione europeo. Nel giugno 1938, vinse il Tourist Trophy dell'Isola di Man nella classe 250 con un margine di 11 minuti e 10 secondi sul secondo Ginger Wood. Fu il primo tedesco e il secondo pilota dell'Europa continentale a vincere la gara. Negli stessi anni si impose due volte anche nel Gran Premio motociclistico del Belgio.
Durante la seconda guerra mondiale, era sergente a Lipsia presso la scuola per la motorizzazione dell'esercito a Wünsdorf. Nel 1943 fu sollevato dal suo incarico su richiesta di Auto Union, per la quale andò a lavorare nel reparto prove. Dopo la guerra, i russi lo denunciarono come nazista e tra il 1946 e il 1949 fu imprigionato nel campo speciale n.1 dell'NKVD.
Dal 1950, fu ancora pilota della DKW, spesso sia in 250 che in 350. Nel 1952, gareggiò nel motomondiale al Gran Premio di Germania, finendo quinto nella classe 350 e quarto in quella 250 e al Gran Premio di Spagna dove però non ottenne punti. Nel 1953 ebbe un grave incidente al Nürburgring in cui si ruppe il femore stroncando la sua carriera di motociclista. Successivamente si occupò delle pubbliche relazioni per Auto Union.
Morì il 19 agosto 1964 di cancro. Lasciò la moglie, un figlio e una figlia.

## Eredità
A Ingolstadt e Weixdorf ci sono strade che prendono il nome da Kluge. All'AVUS di Berlino c'è un monumento dedicato a lui.

## Risultati nel motomondiale
| 1952 | Classe | Moto |  |  |  |  |  |  |  |    | Punti | Pos. |
| ---- | ------ | ---- |  |  |  |  |  |  |  | -- | ----- | ---- |
| 1952 | 500    | DKW  |  |  |  |  |  |  |  | 13 | 0     |      |

| 1952 | Classe | Moto |  |  |  |  |   |  |  |    | Punti | Pos. |
| ---- | ------ | ---- |  |  |  |  | - |  |  | -- | ----- | ---- |
| 1952 | 350    | DKW  |  |  |  |  | 5 |  |  | NE | 2     | 11º  |

| 1952 | Classe | Moto |     |  |  |    |   |  |  |    | Punti | Pos. |
| ---- | ------ | ---- | --- |  |  | -- | - |  |  | -- | ----- | ---- |
| 1952 | 250    | DKW  | Rit |  |  | NE | 4 |  |  | NE | 3     | 13º  |

| 1952 | Classe | Moto |    |  |  |    |  |  |  |   | Punti | Pos. |
| ---- | ------ | ---- | -- |  |  | -- |  |  |  | - | ----- | ---- |
| 1952 | 125    | DKW  | NE |  |  | NE |  |  |  | 9 | 0     |      |

| Legenda | 1º posto        | 2º posto            | 3º posto            | A punti      | Senza punti        | Grassetto – Pole position Corsivo – Giro più veloce |
| Legenda | Gara non valida | Non qual./Non part. | Ritirato/Non class. | Squalificato | '-' Dato non disp. | Grassetto – Pole position Corsivo – Giro più veloce |